# MV Agusta F4 Tamburini
Die F4 Tamburini ist ein Motorrad der Kategorie Superbikes des italienischen Herstellers MV Agusta.
Es handelt sich hierbei um ein exklusives, auf 300 Stück limitiertes Sondermodell auf Basis der F4 1000 S. Namensgeber ist der Designer der F4, Massimo Tamburini.
Bei der F4 Tamburini kommen diverse technische Änderungen für ein besseres Rennstrecken-Verhalten zum Einsatz.
Der Motor leistet hier 127 kW/173 PS und 113 Nm statt 122 kW/166 PS und 109 Nm beim Basismodell. Erreicht wurde diese Leistungssteigerung in erster Linie durch „schärfere“ Nockenwellen und ein erstmals in einem Serienmotorrad verwendetes variables Ansaugsystem. Letzteres sorgt dafür, dass trotz der höheren Spitzenleistung das maximale Drehmoment ca. 1.000/min früher anliegt.
Auch das Fahrwerk wurde mit einer titannitridbeschichteten 50 mm Marzocchi-Upside-Down-Gabel mit gefrästen Gabelfüßen, einem ultraleichten SACHS-Racing-Federbein mit Einstellmöglichkeiten im Hoch- und Niedertourbereich, einer CNC-gefrästen 6-Kolben-Monoblock-Bremsanlage von NISSIN, geschmiedeten MARCHESINI-Magnesiumrädern sowie einer nur 4.100 g leichten Einarmschwinge aus einer Magnesium-Aluminium-Legierung aufgewertet.
Dazu gibt es eine 18-karätige Goldplakette mit Modellbezeichnung und Seriennummer sowie eine exklusive Lackierung in rot/schwarz mit goldfarbenen Felgen und roter Alcantara-Sitzbank. Diverse Kunststoffteile der Verkleidung wurden zur weiteren Gewichtsreduzierung durch Pendants aus CFK (Carbon) ersetzt.
Für den Rennstreckeneinsatz ist im Lieferumfang eine Titan-Auspuffanlage mit Titan-Zwischenrohr namens RG3 inklusive passend programmiertem EPROM enthalten.
Lieferbar ist ausschließlich eine 1-Sitzer-(Monoposto)-Variante.